# Týn nad Vltavou
Týn nad Vltavouⓘ (niem. Moldautein) – miasto w Czechach, w kraju południowoczeskim. Według danych z 31 grudnia 2003 powierzchnia miasta wynosiła 4303 ha, a liczba jego mieszkańców 8296 osób. Miejscowość leży u ujścia rzeki Lužnice do Wełtawy.

## Demografia
| Rok             | 1970 | 1980 | 1991 | 2001 | 2003 |
| --------------- | ---- | ---- | ---- | ---- | ---- |
| Liczba ludności | 5264 | 5711 | 6831 | 8143 | 8296 |

Źródło: Czeski Urząd Statystyczny